# バトルサッカー フィールドの覇者
『バトルサッカー フィールドの覇者』（バトルサッカー フィールドのはしゃ）は、バンプレストが1992年12月11日に発売したスーパーファミコン用ソフト。

## 概要
SDにディフォルメされたロボットアニメや特撮作品のキャラクターが戦うクロスオーバー作品「コンパチヒーローシリーズ」の1つ。シリーズ内シリーズであるバトルサッカーシリーズの第1作目にあたる。ガンダムシリーズ、仮面ライダーシリーズ、ウルトラシリーズ、ゴジラシリーズのキャラクターがチームを組んでサッカーで対決する。

## システム
キャラクターにはレベルおよび能力値が設定され、経験値を得ることでレベルアップすれば能力値も上がる。
試合でゴールキーパー以外のボールを持った選手はボタン押し続けることで、必殺シュートを使用できる。
ファウルの概念はなく、スライディングやタックル、必殺シュートで選手の体力が削られると、ボールを受け止められなくなったり交錯時に簡単に弾き飛ばされるようになり、試合の趨勢に大きく関わる。
ゴールキーパーにできるキャラクターは決まっており、キーパーは試合に出る他の選手とは直接交代できない。ただし、控え選手にキーパーキャラがいた場合はそのキャラと交代できる。控えのキーパーはゴールキーパー以外のポジションで試合に出ることができる。その際は必殺シュートも使用することができる。

## ゲームモード
ゲームはグレイトチャンピオンを目指すトーナメントと、2Pと対戦できるエキシビジョンの2つのモードが存在する。

### トーナメント
トーナメントモードでは1ワールドの7試合、計7ワールド49試合を勝ち抜いてグレートチャンピオチームに挑戦して勝つことを目的である。
ある程度トーナメントを勝ち進むと隠しキャラクターが所属するチームも登場する。
1チームに勝つごとにそのチームから選手を1人だけ引き抜き自軍チームに加えることができる。また、控えも含めた自軍全選手に経験値が与えられ、さらに試合内容によっては好きな選手に自由に割り振れるボーナス経験値が追加される。

### エキシビジョン
エキシビジョンモードではノーマルモードとバトルモードの2つが存在する。
バトルモードはボールをゴールに入れても得点にならず、試合中に敵選手に攻撃を当てて吹き飛ばすと得点が入る。

## チーム&所属選手

### チーム一覧
名前が太字の選手はキーパー。

#### ウルトラヒーローズ
ウルトラシリーズのヒーローキャラクターで構成されたチーム。
- ウルトラマンタロウ
- ウルトラセブン
- ウルトラマンエース
- ウルトラマングレート
- ウルトラマン×4人

#### 仮面ライダーズ
仮面ライダーシリーズのヒーローキャラクターで構成されたチーム。
- 仮面ライダーストロンガー
- 仮面ライダーブラックRX
- 仮面ライダーV3
- 仮面ライダー×5人

#### グレートガンダムズ
ガンダムシリーズのヒーローキャラクターで構成されたチーム。
- ΖΖガンダム
- ガンダムF91
- ガンダムMk-3
- 百式
- ガンダム×4人

#### ゴジラファイターズ
ゴジラシリーズのヒーローキャラクターで構成されたチーム。
- ラドン
- ゴジラ
- キングシーサー
- ジェットジャガー×5人

#### シャドークラッシャーズ
仮面ライダーシリーズの敵役キャラクターで構成されたチーム。
- 鋼鉄参謀
- シャドームーン
- 磁石団長
- アポロガイスト
- 戦闘員×4人

#### モビルバスターズ
ガンダムシリーズの敵キャラクターで構成されたチーム。
- キュベレイ
- クィン・マンサ(隠しキャラ)
- ビギナ・ギナ
- ゲルググ
- ドム
- ザク×4人

#### ビッグビースターズ
ウルトラシリーズの敵キャラクターで構成されたチーム。
- キングジョー
- コダラー(隠しキャラ)
- シラリー
- ゼットン
- エレキング
- エースキラー
- バルタン星人×3人

#### キングソルジャーズ
ゴジラシリーズの敵キャラクターで構成されたチーム。
- キングギドラ
- メカゴジラ
- ガイガン
- チタノザウルス×5人

### トーナメント対戦チーム
ワールド1
- ガンダムチーム
- ライダーチーム
- ウルトラチーム
- ザクチーム
- キングジャガーチーム
- ショッカーチーム
- バルタンチーム

ワールド2
- ヘルザウラーチーム
- ファーストヒールズ
- アポロ戦団
- MSワークスチーム
- ショッカーパワーズ
- MSエースチーム
- バイカーキングスチーム

ワールド3
- ヒールスペシャルズ
- ガーディアンモンスターズ
- ショッカーデビルズ
- 悪役Zチーム
- ジオンファイターズ
- 百戦錬磨団
- 東映チーム

ワールド4
- M78スペシャルズ
- ビッグエイリアンズ
- ガンダムチームZ
- スーパーライダーズ
- 東宝チーム
- アイアンマグネッツ
- MSワークスZ

ワールド5
- ストロングピース
- グレートエイリアンズ
- 連合戦団
- 連合戦団2
- ハイパーザクス06
- ハイパーバルタンズ
- オールガーディアンズ

ワールド6
- メタルハイパーズ
- 電撃ドラゴンズ
- ガードスペシャルズ
- ハイパークラッシャーズ
- キュベレイチーム
- 東宝チームZ
- ヒーローオールスターズ

ワールド7
- グレートチーム
- RXチーム
- F91チーム
- ゴジラチーム
- シャドーチーム
- ニュータイプスペシャル
- ゴールデンキングス

ラストファイト
- グレートチャンピオンチーム

## 関連作品
漫画
コミックボンボン（講談社）にて本作品を原作としたときた洸一作画の漫画が連載された。
詳細は『ザ・グレイトバトルIII (漫画)』を参照のこと。
攻略本
- スーパーファミコン必勝法スペシャル バトルサッカー フィールドの覇者